# ジョコンダ・デ・ヴィート
ジョコンダ・デ・ヴィート（Gioconda de Vito、1907年7月26日 - 1994年10月14日）はイタリアのヴァイオリニストである。

## 経歴
1907年に南イタリアのマルティーナ・フランカに、中流の葡萄園主の娘として生まれ、1914年から地回り楽団のマスターについてヴァイオリンを学び、数年後には近くペーザロのロッシーニ音楽院でレミー・プリンチペに師事して、2年間であらゆる賞を総なめにした。1921年、ヴィオッティのヴァイオリン協奏曲第22番の第1楽章を弾いて同院を卒業、1921年に16歳でチャイコフスキーのヴァイオリン協奏曲を弾いてデビューしたが、演奏活動を本格化せず、バーリに新設された音楽院（フランスのパリ音楽院ではない）にて、弱冠17歳でヴァイオリン科の教員になる。1932年にウィーン国際ヴァイオリン・コンクールで優勝したが（25歳）、その後も余り演奏会には出演しなかった。1934年サンタ・チェチーリア国立アカデミアのヴァイオリン科教授に就任して後進の指導に当たり、1942年に35歳でブラームスのヴァイオリン協奏曲でローマにデビュー（同曲には11年間もの研鑽を積んだという）、一躍イタリアヴァイオリン界の女王として楽壇の寵児となり、1944年37歳にしてサンタ・チェチーリア国立アカデミアのヴァイオリン科終身教授に任命された。1946年訪英してEMIの重役であるビックネルと知り合ったことが契機となり、1948年から同社で録音を始め、1951年にビックネルと結婚する。1962年4月に突然楽界から引退し、その後は二度と楽器を手にすることはなかったという。引退後はイギリスのハートフォードシャーで生活したが、1994年10月にローマで死去した。

## 愛器
1953年以前はガリアーノの「エックス・カルマン・ロネイ」（1762年作）を使用し、それ以後はクレモナ産の名器「トスカーナ」（1690年、ストラディヴァリ作）を使用、これで演奏されたフィッシャーとのブラームスの第1番と第3番のソナタは同曲録音中の圧巻と称され、また、1957年4月にバチカンの謁見室でピオ12世の前でメンデルスゾーンの協奏曲を演奏した折も、この名器を弾いたと推測されている。ちなみに「トスカーナ」はメディチ家のトスカーナ大公コージモ3世のために作られたもので、同家廃絶後、競売にかけられ幾度か転売され、ムッソリーニがデ・ヴィートのために購買しようとする計画もあったが実現せず、第二次世界大戦後、イタリア政府がサンタ・チェチーリア国立アカデミアのために12,000ポンドで購入して同院へ貸与したため、終身教授であるデ・ヴィートが使用するものともなった。

## 芸風
バロックから近代までが演奏範囲であるが、しかもごく一部の曲に限られ、中でもバッハとブラームスを最も得意としたらしく、1931年にパリ（彼女が教員をしていたイタリアのバーリでなく、フランスのパリ）において、アルトゥーロ・トスカニーニの前でバッハを弾き、「バッハはそのように弾かれるべきである」と絶賛されたといい、後者では上述のように一夜にして名声を確立させた協奏曲やソナタがあり、彼女の代表的な演奏ともなっている。大らかにして力強く、伸びやかであるが、イタリアの演奏家にしては珍しく内省的で精緻なものでもあるという。